# 國王與王后縣 (維吉尼亞州)
國王與王后县（英語：King and Queen County）是美國維吉尼亞州東部的一個縣。面積845平方公里。根據美國2000年人口普查，共有人口6,630人。縣治國王與王后縣縣府（King and Queen Court House）。
成立於1691年4月16日。縣名紀念英王威廉三世及其王后瑪麗二世。